# Ле-Жарден
Ле-Жарде́н (фр. Le Jardin, окс. Lo Jardenc) — коммуна во Франции, находится в регионе Лимузен. Департамент — Коррез. Входит в состав кантона Эглетон. Округ коммуны — Тюль.
Код INSEE коммуны — 19092.
Коммуна расположена приблизительно в 400 км к югу от Парижа, в 85 км юго-восточнее Лиможа, в 22 км к востоку от Тюля.

## Население
Население коммуны на 2008 год составляло 77 человек.
| 1962 | 1968 | 1975 | 1982 | 1990 | 1999 | 2008 |
| ---- | ---- | ---- | ---- | ---- | ---- | ---- |
| 45   | 85   | 79   | 65   | 71   | 75   | 77   |

## Экономика
В 2007 году среди 43 человек в трудоспособном возрасте (15-64 лет) 33 были экономически активными, 10 — неактивными (показатель активности — 76,7 %, в 1999 году было 67,6 %). Из 33 активных работали 29 человек (15 мужчин и 14 женщин), безработных было 4 (3 мужчин и 1 женщина). Среди 10 неактивных 6 человек были учениками или студентами, 2 — пенсионерами, 2 были неактивными по другим причинам.